# Aratuípe
Aratuípe é um município do estado da Bahia, no Brasil. Sua população estimada em 2017 era de 9.171 habitantes.

## Topônimo
"Aratuípe" é um termo oriundo da língua tupi. Significa "no rio dos aratu", através da junção dos termos ara'tu ("aratu"), 'y ("água", "rio") e pe ("em").

## História
Na época da chegada dos colonizadores portugueses, no século XVI, a região era habitada pelos índios tupinambás. Segundo a tradição, o primeiro europeu a habitar a região foi Paulo de Argolo Menezes, que adquiriu sesmarias na região doadas pela coroa portuguesa. Paulo teria fundado o povoado de Santo Antônio na região.
Em 1859, a Igreja Matriz da cidade foi visitada pelo imperador brasileiro Dom Pedro II e por sua esposa, Dona Tereza Cristina.
Em 7 de fevereiro de 1890, foi formado o município de Santana do Aratuípe com territórios desmembrados de Nazaré e de Santo Antônio de Jesus.
Por um semestre passou a integrar o território de Nazaré, quando sua sede e o distrito de Maragogipinho foram anexados, por força do Decreto-lei Estadual 141, de 31 de dezembro de 1943, ao território do município limítrofe. Essa situação foi revertida no ano posterior, por meio do Decreto Estadual 12.978, de 01 de junho de 1944.

## Organização Político-Administrativa
O Município de Aratuípe possui uma estrutura político-administrativa composta pelo Poder Executivo, chefiado por um Prefeito eleito por sufrágio universal, o qual é auxiliado diretamente por secretários municipais nomeados por ele, e pelo Poder Legislativo, institucionalizado pela Câmara Municipal de Aratuípe, órgão colegiado de representação dos munícipes que é composto por vereadores também eleitos por sufrágio universal.

### Atuais autoridades municipais de Aratuípe
- Prefeito: Antônio Marcos Araújo de Souza "Professor Tone" - PC do B (2021/-)[11]
- Vice-prefeito: Sivaldo Duarte Santa Izabel - PP (2021/-)[11]